# Hüttensänger
Die Hüttensänger (Sialia) bilden eine nur drei Arten umfassende Gattung der Sperlingsvögel innerhalb der Familie der Drosseln (Turdidae). Alle drei Arten, der Rotkehl-Hüttensänger, der Blaukehl-Hüttensänger und der Berghüttensänger bewohnen Nordamerika; das Verbreitungsgebiet des Rotkehl-Hüttensängers erstreckt sich bis nach Mittelamerika.
Die knapp singdrosselgroßen, aber bedeutend leichteren Vögel weisen vor allem am Rücken eine intensive Blaufärbung auf, worauf sich der englische Name Bluebird bezieht. In ihrer Gestalt gleichen sie eher Fliegenschnäppern als Drosseln. Sie sind Höhlenbrüter und ernähren sich vor allem von Insekten, im Herbst und Winter auch von Beeren und Früchten. Die nördlichen Populationen aller drei Arten sind Zugvögel. Hüttensänger zählen in Kanada und in den USA zu den bekanntesten Singvögeln. Wie alle kleineren Höhlenbrüter vieler Regionen der Nearktis leiden auch die Hüttensänger unter der Höhlenkonkurrenz durch den eingeführten und sich rasant ausbreitenden europäischen Star, denen sie in direkten Auseinandersetzungen meist unterliegen. Durch intensives Ausbringen besonderer Nistkästen konnten jedoch Bestandsrückgänge in vielen Regionen weitgehend kompensiert werden. Keine der drei Arten erscheint zurzeit in einer Gefährdungsliste der IUCN.

## Aussehen

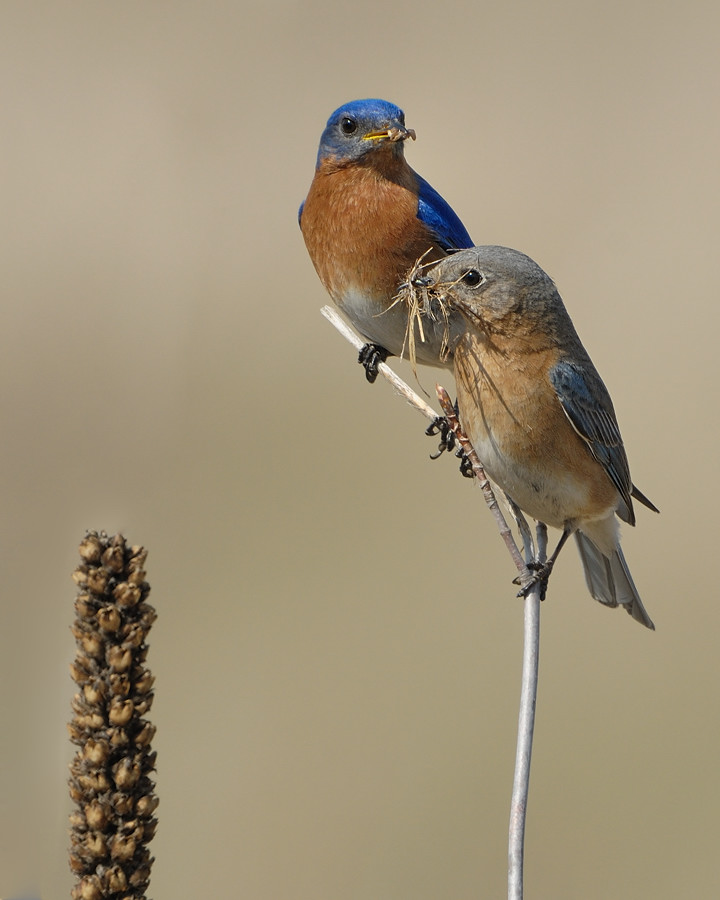
Paar des Rotkehl-Hüttensängers. Weibchen mit Nistmaterial

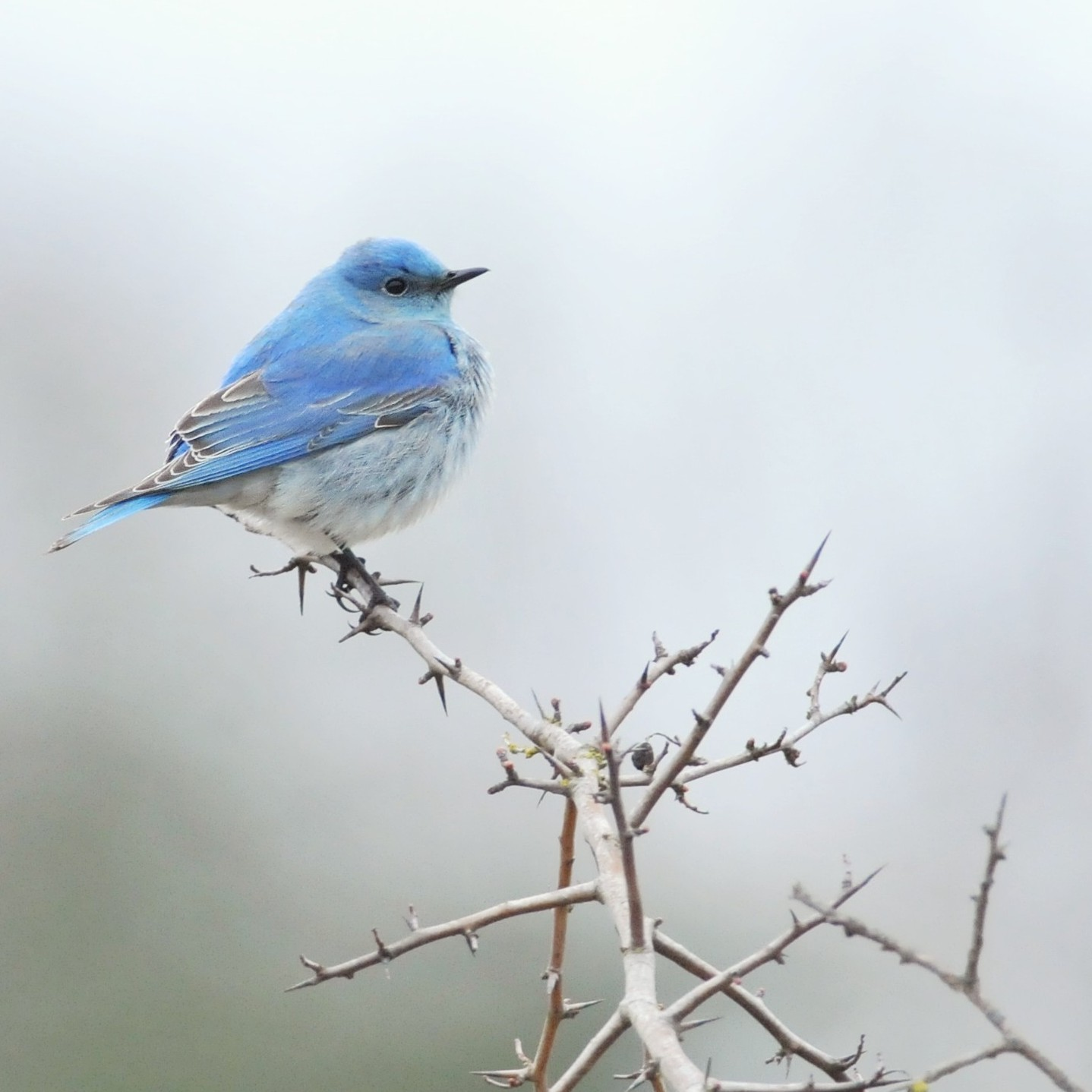
Männlicher Berghüttensänger

Hüttensänger sind schlanke, groß- und rundköpfige Vögel. Die Halspartie ist kaum vom Rumpf abgesetzt. Ihre markantesten Färbungsmerkmale sind der blaue Kopf und Rücken und die ebenso gefärbten Oberseiten der Flügel und des Schwanzes. Die Unterseitenfärbung ist bei den drei Arten unterschiedlich. Männliche Rotkehl- und Blaukehl-Hüttensänger sind an der gesamten Oberseite, den Flügeln und am Schwanz tief kobaltblau. Die Kehle ist beim Rotkehl-Hüttensänger rostrot, beim Blaukehl-Hüttensänger blau oder blaugrau. Die Brust ist bei beiden Arten rötlichbraun, der Bauch beim Rotkehlhüttensänger weißlich, beim Blaukehlhüttensänger von blau zum Steiß hin ins Grau übergehend. Der Berghüttensänger ist zur Gänze hell himmelblau; das Blau ist am Rücken und an den Flügeln intensiver. Die Augen der Hüttensänger sind dunkel, groß und rund, besonders bei den Weibchen und Jungvögeln ist ein weißlicher Augenring erkennbar. Der Schnabel ist hornfarben bis schwarz, relativ kurz und spitz.

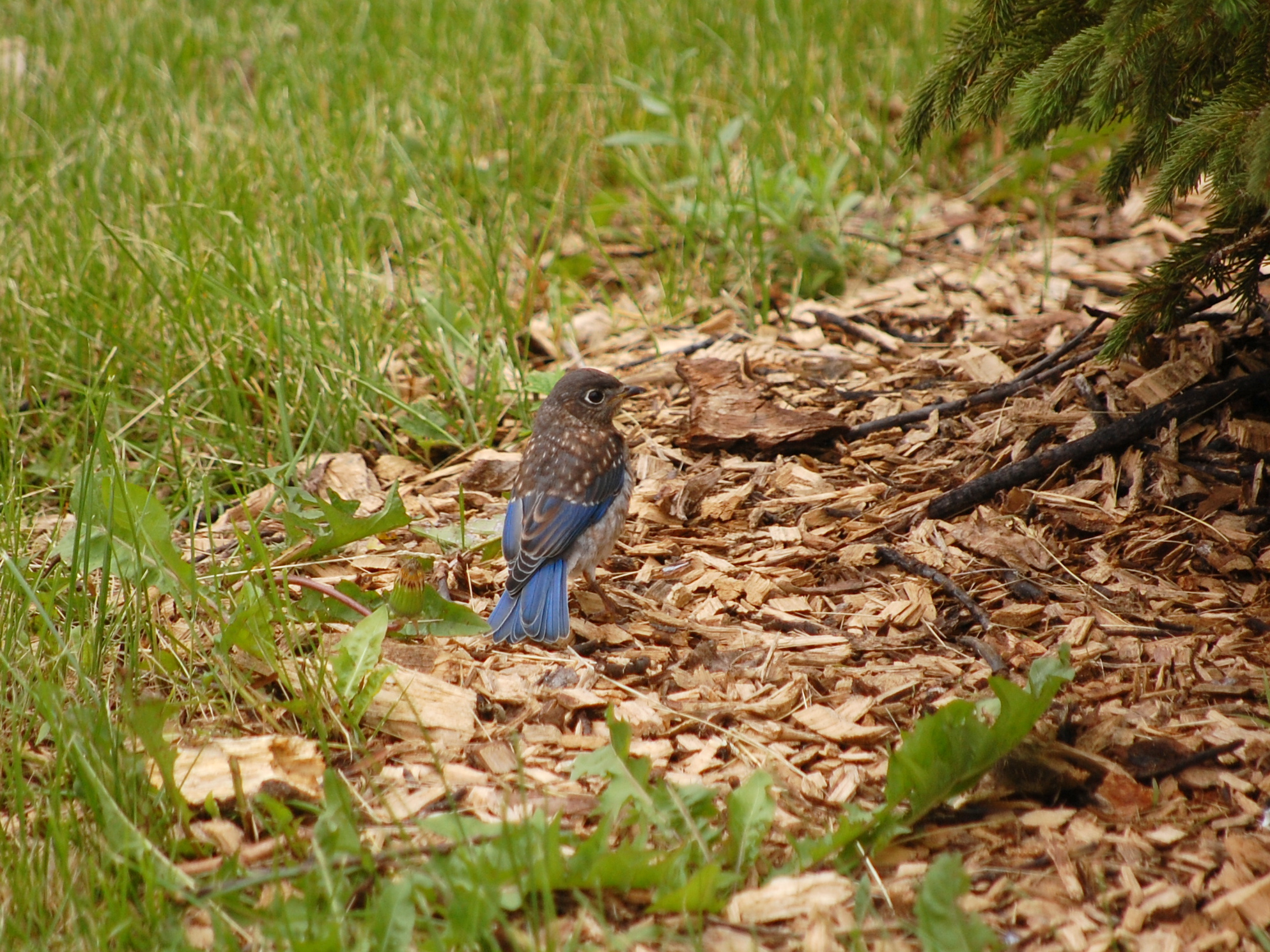
Gerade flügger männlicher Rotkehl-Hüttensänger

Die Größe der Hüttensänger schwankt zwischen 16 und 22 Zentimetern, ihr Gewicht zwischen 26 und 32 Gramm, wobei die Weibchen bei gleicher Größe durchschnittlich etwas schwerer sind. Hüttensänger sind also, bei vergleichbarer Maximalgröße wie die Singdrossel nur halb so schwer wie diese. Der Rotkehl-Hüttensänger ist die größte und schwerste Art. Blaukehl- und Berghüttensänger sind geringfügig kleiner. Alle drei Arten sind relativ langflügelig. Die längsten Flügel weist der Berghüttensänger auf, bei dem die gefalteten Schwingen fast mit dem Schwanzende abschließen; im Gegensatz zu den beiden anderen Arten ist diese auch eher langbeinig.
Alle Arten sind gut unterscheidbar, nur Hybride, die vor allem zwischen Blaukehl- und Berghüttensänger gelegentlich vorkommen, sind schwieriger zu bestimmen. Der Größen- und Gewichtsdimorphismus ist marginal, der Färbungsdimorphismus hingegen auffällig. Weibchen weisen zwar dieselben Farbelemente auf wie Männchen, doch sind sie bedeutend blasser, verwaschener gefärbt. Im Kopfbereich überwiegen bei ihnen Grautöne, das Blau beschränkt sich meist nur auf den caudalen Rücken, die Oberseite der Schwingen und die Oberseite des Schwanzes. Ebenso leicht wie die Unterscheidung der Geschlechter ist die Bestimmung der Jungvögel, obwohl bei ihnen die Geschlechtszuordnung etwas aufwändiger ist. Jungvögel aller drei Arten weisen ein auf kastanienbraunem Grund auffällig weiß gepunktetes oder gestricheltes Gefieder im oberen Rücken- und im Schulterbereich auf.

### Stimme
Das Stimmrepertoire von Blaukehl- und Berghüttensänger ist vergleichsweise einfach; sie verfügen hauptsächlich über wie kje klingende Rufe, die einzeln und scharf oder in langen Rufreihen geäußert werden. Daneben sind leise zwitschernde Laute zu hören. Bedeutend vielfältiger sind die Gesänge und Rufe des Rotkehl-Hüttensängers. Sein Gesang ist volltönend und abwechslungsreich. In der Klangfarbe erinnert er etwas an den der heimischen Amsel, ist aber kürzer und weniger melodiös. Daneben sind leise schwätzende Rufe und harte chuck-Alarmrufe zu vernehmen. In aggressiv gestimmten Situationen ist von allen drei Arten Schnabelknappen zu hören.

## Verbreitung und Lebensraum

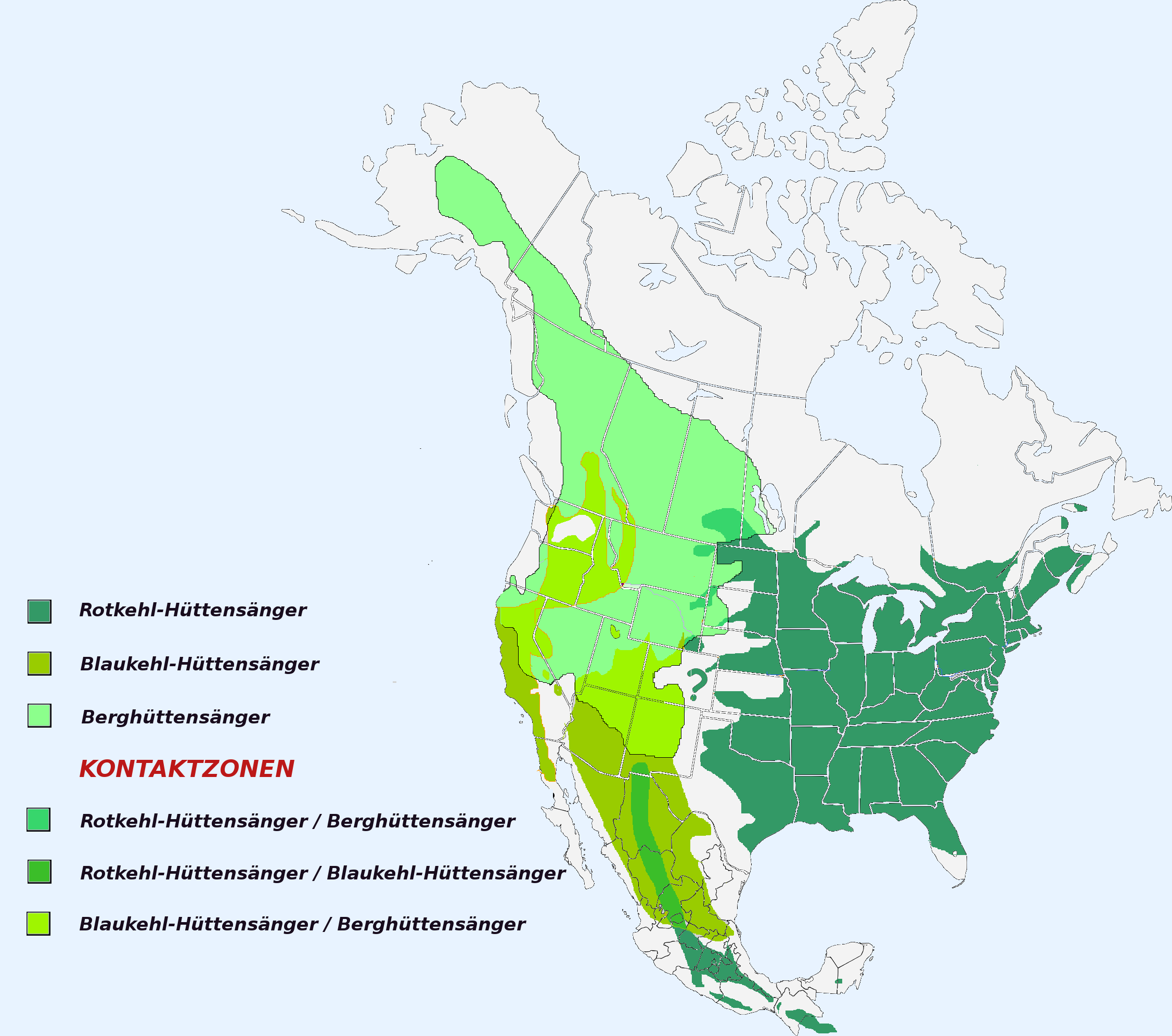
Verbreitungsgebiet der Gattung Sialia- Die Überwinterungsgebiete sind nicht eingezeichnet

Die Verbreitung der Hüttensänger ist auf Nordamerika und den nördlichen und zentralen Teil Mittelamerikas beschränkt.
Das größte Verbreitungsgebiet weist der Rotkehl-Hüttensänger auf, der von Südkanada bis an die Golfküste und vom Atlantik bis in die Great Plains, entlang der Flussläufe bis an die östlichen Vorberge der Rocky Mountains verbreitet ist. Zusätzlich besiedelt er große Gebiete im zentralen Mexiko. Seine Vorkommen reichen, inselartig aufgesplittert bis ins zentrale Nicaragua.
Auch das Brutgebiet des Berghüttensängers ist sehr groß. Es reicht vom Yukon im nördlichen Alaska über die Rocky Mountains südwärts bis in die südwestlichen USA und ins nördlichste Mexiko.
Etwas kleiner und fragmentierter ist das Verbreitungsgebiet des Blaukehl-Hüttensängers. Es besteht aus zwei größeren, zusammenhängenden Bereichen und einigen kleinen Verbreitungsinseln dazwischen. Der nördliche Bereich beginnt in Britisch-Kolumbien und verläuft entlang der Pazifikküste südwärts bis in nördliche Niederkalifornien. Der größere südliche und zentralamerikanische Verbreitungsteil reicht von den zentralen USA südwärts bis in den Vulkangürtel des zentralen Mexikos.
Die Überwinterungsgebiete von Rotkehl- und Blauhüttensänger liegen in den südlichen Brutgebieten der beiden Arten, beim Berghüttensänger reichen sie weit ins südliche Mexiko.

### Lebensräume
Hüttensänger sind Bewohner offener, locker baumbestandener Landschaften. Sie besiedeln lichte Kiefernwälder, Wälder nach Bränden und Sturmereignissen, lichte Eichen-Kiefern-Mischwälder und Kiefern-Wacholder-Bestände, der Berghüttensänger auch alpine Matten und locker baumbestandene Tundra. Sie können sowohl Feuchtgebiete als auch Trockensavannen und Halbwüsten bewohnen. Gegenden mit zu dichtem Baumbestand und dichtem Bodenbewuchs werden ebenso gemieden wie intensiv genutztes Agrarland. Ebenso kommen sie auf Farmland, insbesondere Weiden, in großen Obstgärten, Parks und Friedhöfen und entlang von Straßen und Bahnlinien vor, wo sie in Telegraphenmasten Nistgelegenheiten finden können. Durch das zahlreiche Ausbringen von Nistkästen konnten sie auch in die Grüngebiete großer Städte und in größere Hausgärten vordringen.
Rotkehl-Hüttensänger und Blaukehl-Hüttensänger sind sowohl Bewohner der Niederungen als auch von Höhen von bis 2400 respektive 2900 Metern. Die höchsten Siedlungsdichten des Blaukehl-Hüttensängers liegen in der submontanen und montanen Zone zwischen 1500 und 2400 Metern. Der Berghüttensänger kommt im Norden seines Verbreitungsgebietes in geringen Höhen und nahe dem Meeresspiegel vor, besiedelt in den zentralen Rocky Mountains jedoch auch Gebiete in Höhen über 3000 Metern. Die höchstgelegenen Brutplätze wurden in fast 4000 Metern Höhe festgestellt.

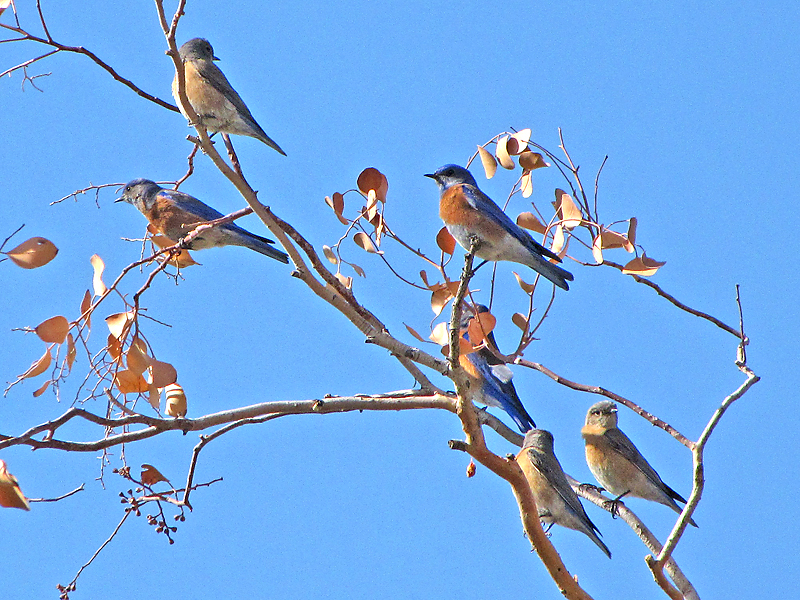
Wintergruppe von Blaukehl-Hüttensängern in der Nähe von Tucson

Die Winterhabitate ähneln stark den Bruthabitaten, sind jedoch meist noch offener als diese. Oft überwintern Hüttensänger in nur mit Wüsten-Beifuß und anderen Trockenbüschen bestandenen Halbwüsten.
Die Größen der Brutterritorien schwanken zwischen einigen 1000 Quadratmetern und einigen Hektar. Beim Berghüttensänger scheinen sie im Durchschnitt am größten zu sein. Die Territorien liegen um die Bruthöhle; vor allem diese wird intensiv gegen Höhlenkonkurrenten verteidigt. Die Verteidigung der Nahrungsterritorien ist regional und individuell unterschiedlich; bei Nistkastenbrütern des Rotkehlhüttensängers scheint sie am geringsten ausgebildet zu sein, sie zeigen fast ein koloniehaftes Brüten mit einer auffälligen Bevorzugung von Nistkästen in räumlicher Nähe (10–40 Meter) zu anderen, von Artgenossen besetzten Nistkästen. Bei den beiden anderen Arten liegen die geringsten Abstände zwischen besetzten Bruthöhlen bei etwa 100 Metern. Im Winter werden neben Einzelterritorien auch Gruppenterritorien errichtet und verteidigt, die meist aus einem Elternpaar und ihren Nachkommen und weiteren adulten Vögeln bestehen, die offenbar keinen Reproduktionserfolg hatten.

### Wanderungen
Keine der drei Arten ist ein obligater Zugvogel, jedoch verlassen viele der im Norden ihres Verbreitungsgebietes brütenden Vögel außerhalb der Brutzeit ihr Brutgebiet. Die meisten Hüttensänger der südlichen USA, Mexikos und Mittelamerikas sind Standvögel, oder Vögel, die sehr kleinräumige, vor allem vertikale Wanderungen unternehmen. In urbanen Gebieten, hauptsächlich des südöstlichen Kanadas und der nordöstlichen USA, überwintern auf Grund der intensiven Winterfütterungen und der günstigeren städtischen Temperaturen auch viele Rotkehl-Hüttensänger.
Am geringsten ausgeprägt ist die Neigung zu weiten Zugdistanzen beim Blaukehl-Hüttensänger. Er zieht vor allem vertikal in tiefer gelegene Gebiete, oder sucht bei Nahrungsmangel oder sehr schlechten klimatischen Bedingungen relativ kleinräumig günstigere Regionen auf. Auch der Rotkehl-Hüttensänger ist mehrheitlich ein Standvogel oder ein Teilzieher. Nur die nördlichsten Populationen räumen weitgehend ihr Brutgebiet und streifen südwärts ab. Deren Zugdistanzen liegen bei etwa 2000 Kilometern, in Ausnahmefällen aber auch deutlich darüber. Gelegentlich erreichen Rotkehl-Hüttensänger die Bahamas und Kuba.
Der Berghüttensänger zeigt von den drei Arten die größte Wanderbereitschaft. Die Vögel Alaskas, Kanadas und der nördlichen USA sind weitgehend obligate Langstreckenzieher deren Zugdistanzen zum Teil über 6000 Kilometer liegen.
Hüttensänger ziehen vor allem nachts. Zuggruppen von mehreren hundert Individuen kommen vor, sind jedoch selten. Meist ziehen Hüttensänger in kleinen Gruppen von weniger als 30 Vögeln.

### Kontaktzonen
Obwohl zwischen den Arten ausgedehnte Kontaktzonen bestehen, sind Mischbruten sehr selten. Zwischen Rotkehl- und Blaukehl-Hüttensänger wurde nur eine Mischbrut in Gefangenschaft bekannt. Der Berghüttensänger hybridisiert in den Kontaktgebieten sowohl mit dem Rotkehl-Hüttensänger als auch mit dem Blaukehl-Hüttensänger. Auch Hybride dieser Arten brüten fertil mit reinerbigen Individuen und anderen Hybriden. Eine große, über 8000 Brutpaare umfassende Untersuchung in der kanadischen Provinz Manitoba, wo die Brutgebiete von S. sialis und S. currucoides überlappen, ergab einen Anteil von visuell klar feststellbaren Mischbruten von etwas über einem halben Prozent. Die Hybriden tragen die Gefiedermerkmale beider Elternteile, der Gesang von Hybriden zwischen S. sialis und S. cucurrcoides ähnelt stärker dem des Rotkehl-Hüttensängers.

## Nahrung und Nahrungserwerb

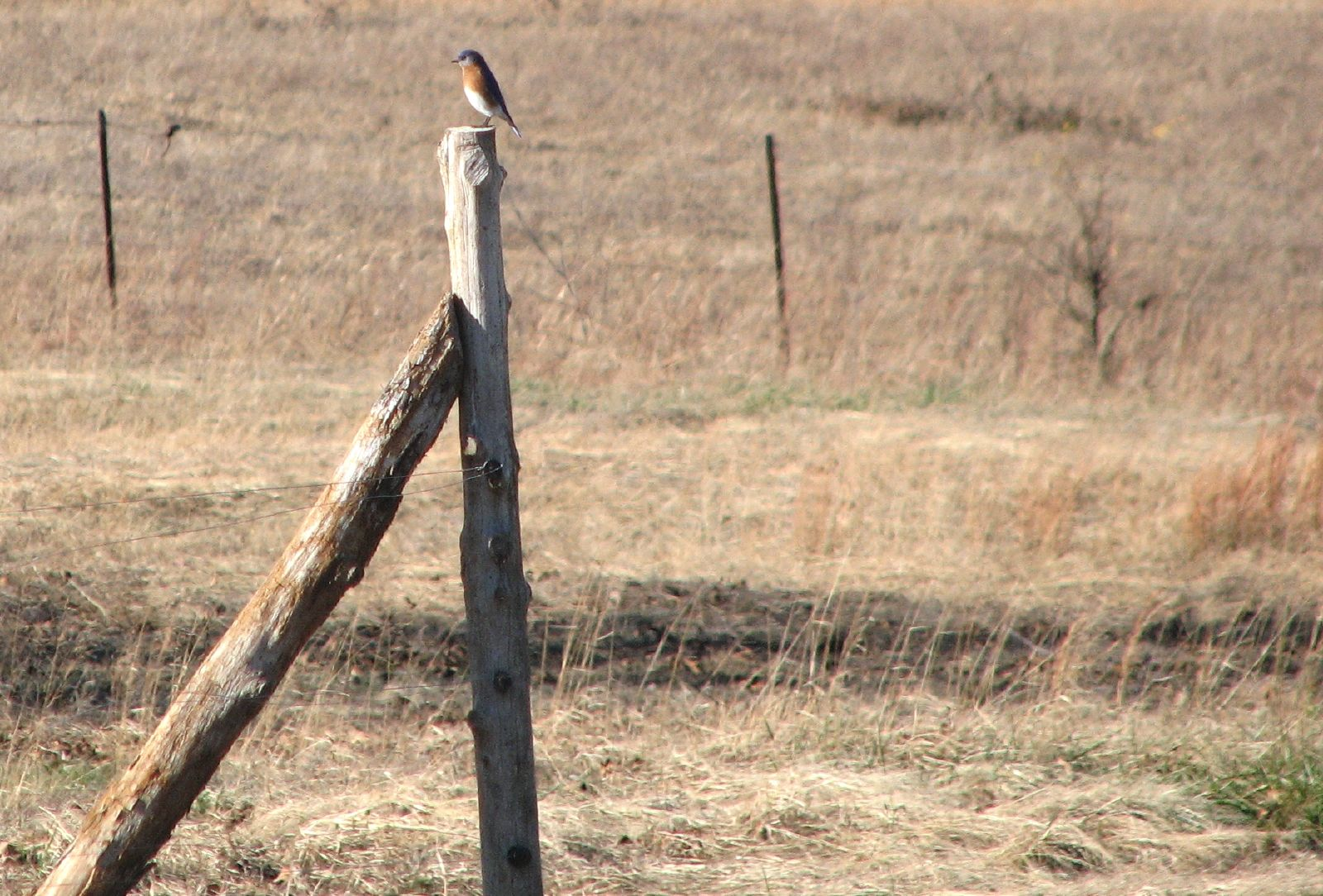
Hüttensänger sind vor allem Wartenjäger. Hier ein männlicher Rotkehl-Hüttensänger

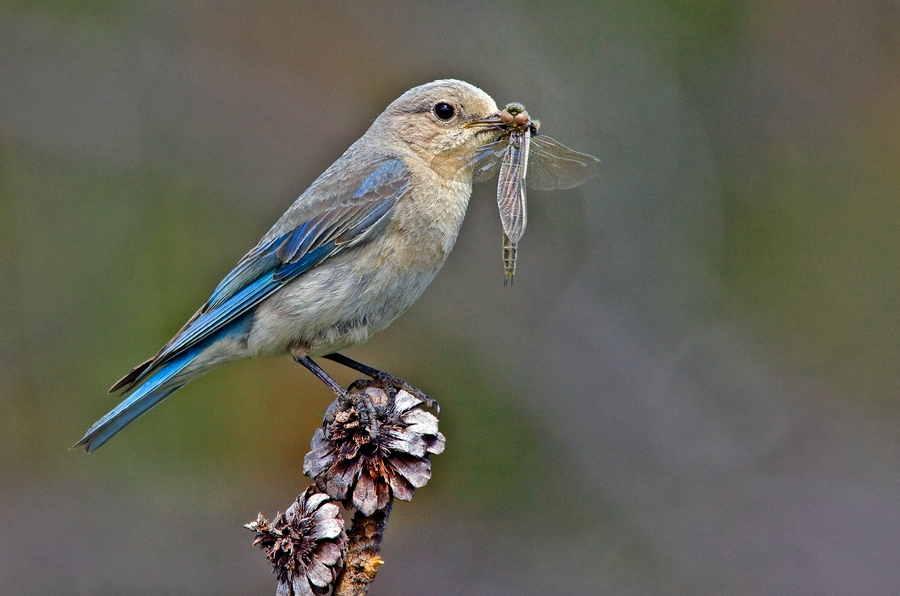
Weiblicher Berghüttensänger mit erbeuteter Libelle

Hüttensänger sind omnivor. Die Anteile der tierischen und pflanzlichen Nahrung schwanken von Art zu Art und variieren jahreszeitlich. Insgesamt wird von allen Arten im Jahresverlauf mehr tierische Nahrung aufgenommen, in der Vorbrutzeit und Brutzeit sind Hüttensänger fast ausschließlich carnivor. Der Berghüttensänger ist während des gesamten Jahres weitgehend auf tierische Nahrung angewiesen; bei ihm liegt der Anteil an Vegetabilien im Jahresdurchschnitt unter 10 %, bei den beiden anderen Arten bei etwa 30 %.
Hüttensänger sind opportunistische Nahrungsgeneralisten. Die größten Anteile in ihrem Nahrungsspektrum machen jene Beutetiere beziehungsweise Beeren aus, die gerade in Fülle vorhanden und leicht zu erlangen sind.
Die tierische Nahrung besteht bei allen drei Arten überwiegend aus Insekten, bevorzugt werden größere Arten. Käfer, Schmetterlingsraupen, Grillen, Heuschrecken, Libellen und Hautflügler zählen zu den Hauptbeutetieren. In geringerem Maße werden Spinnen, Würmer und Schnecken zur Nahrung der Hüttensänger. Zur zumindest gelegentlichen Beute gehören auch die Amerikanische Zwergspitzmaus und andere sehr kleine Arten der Gattung Sorex, sowie sehr kleine Eidechsen und baumbewohnende Frösche.
Vier Fünftel der pflanzlichen Nahrung werden im Herbst und Winter verzehrt. Dazu gehören alle im Verbreitungsgebiet reifenden Beeren und Früchte, insbesondere Brombeeren, Himbeeren, Holunderbeeren, Wacholderbeeren und viele andere, aber auch Samen, wie zum Beispiel die des Vogelknöterichs und verschiedener Sumachgewächse insbesondere aus der Gattung Rhus, oder die Beerenfrüchte der Mistel, von deren Verfügbarkeit Winterpopulationen weitgehend abhängig sein können.
Die drei Arten unterscheiden sich in ihren Methoden des Beuteerwerbs nicht wesentlich. Alle drei bevorzugen die Jagd nach Insekten und anderen Beutetieren von einem erhöhten, 0,5 bis 5 Meter über dem Erdboden liegenden Ansitz aus. Von dort können Hüttensänger je nach Art des Bodenbewuchses ihre Beutetiere auf Entfernungen bis zu 40 Metern erspähen. Die Beute wird am Boden geschlagen und entweder dort gefressen oder zu einem Fressplatz gebracht. Käfer werden mehrmals gegen eine harte Unterlage geschlagen, bevor sie verschluckt werden. Andere Jagdmethoden sind die Bodenjagd, wobei Hüttensänger beidbeinig hüpfend Beutetiere verfolgen, die Flugjagd sowohl mittels kurzer Ausfallsflüge von einem Ansitz aus als auch andauernd, vor allem bei einem großen Angebot an schwärmenden Insekten, sowie kurzes, bodennahes Rütteln über einem potentiellen Beutetier. Die letztere, sehr energieaufwändige Jagdmethode wird am häufigsten und ausdauerndsten vom Berghüttensänger angewendet. Seltener suchen Hüttensänger auch Blätter und Zweige nach Kleininsekten ab, die sie von dort auflesen.
Früchte und Beeren pflücken Hüttensänger direkt von den Zweigen oder sammeln abgefallene vom Boden. Alle drei Arten besuchen Futterstellen.

## Verhalten

### Fortbewegung – Komfort- und Ruheverhalten

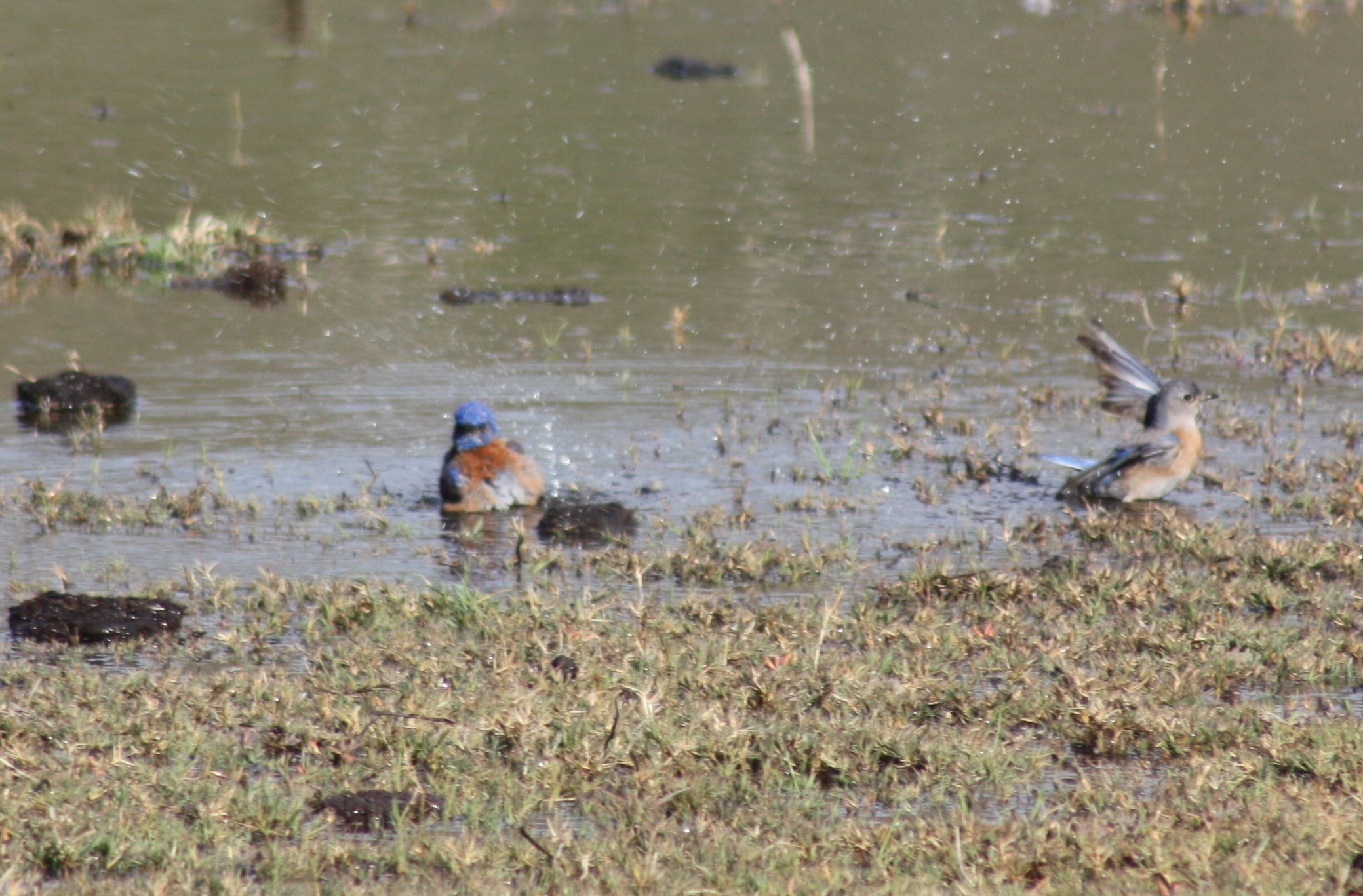
Badende Blaukehl-Hüttensänger

Hüttensänger sind tagaktiv. Der Flug ist niedrig, mit eher langsamen, unregelmäßigen Flügelschlägen, nur weitere Strecken legen sie in größeren Höhen zurück. Am Boden bewegen sie sich hüpfend, oft seitwärts hüpfend und nur über kurze Strecken fort. Hüttensänger können Stämme aufwärts klettern, auch noch nicht flügge Jungvögel verfügen über diese Fähigkeit. Auf den Jagdwarten sitzen sie in aufrechter Körperhaltung. Außerhalb der Brutzeit und bei ausreichendem Nahrungsangebot verbringen Hüttensänger annähernd zwei Drittel ihrer Tageszeit ruhend oder mit Gefiederpflege, Sonnen- oder Wasserbaden. Außerhalb der Brutzeit ruhen kleine Gruppen zusammen in geschützten Einständen, bei kaltem Wetter auch in größeren Baumhöhlen oder sonstigen Höhlen und Nischen. Gelegentlich versammeln sich auch Schlafgruppen im inneren Bereich umfangreicher Misteln. Während der Brut- und der frühen Nestlingszeit schläft das Weibchen im Nest, das Männchen in dessen Nähe.

### Agonistisches- und soziales Verhalten

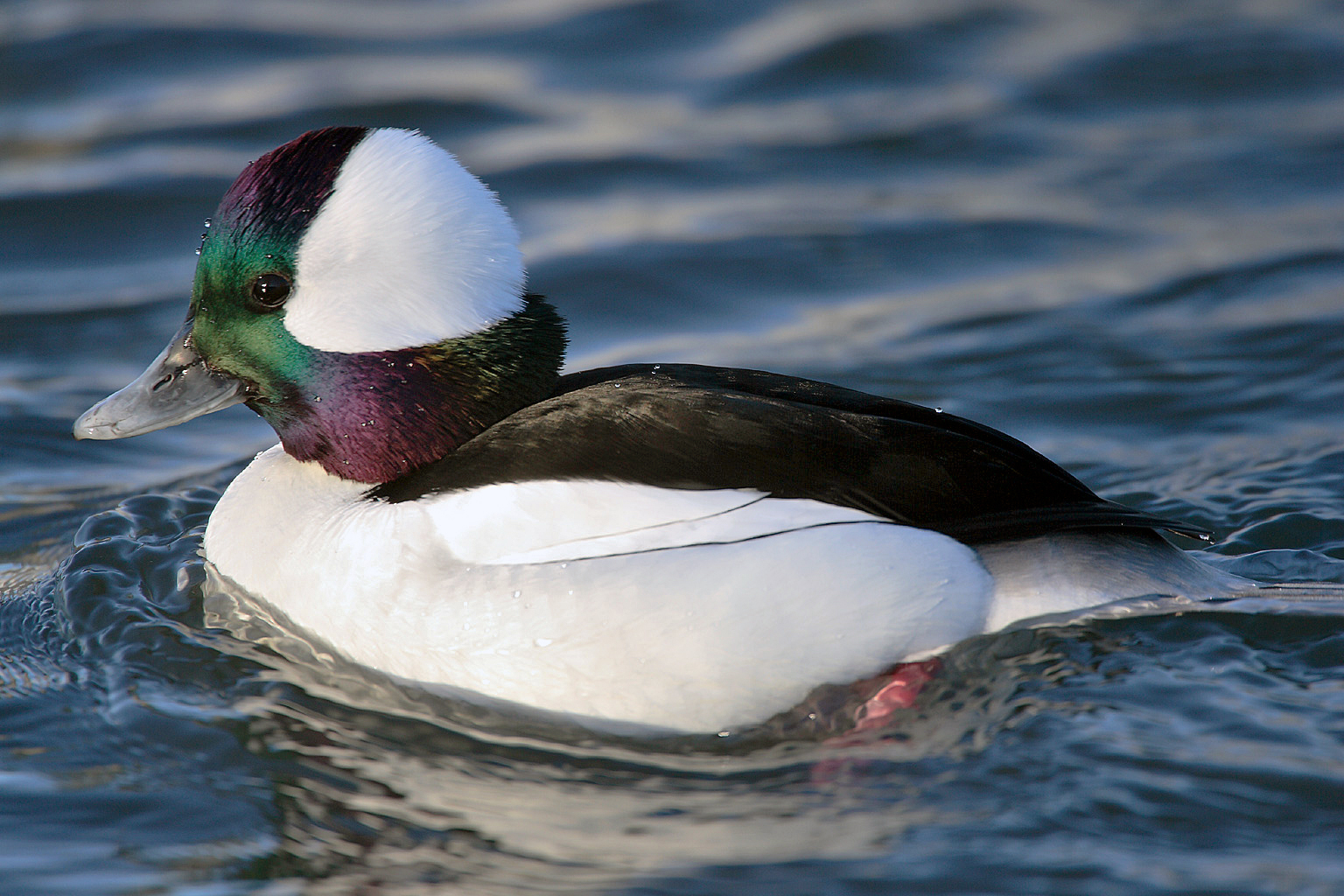
Auch die Büffelkopfente zählt zu den potentiellen Höhlenkonkurrenten

In der Vorbrut- und Brutzeit sind alle Arten der Hüttensänger territorial und gegenüber Artgenossen und einer Vielzahl von Vögeln, sowie gegenüber einigen Säugetieren und Reptilien äußerst aggressiv. Die innerartliche Aggression richtet sich vor allem gegen den Geschlechtspartner. Intersexuelle Aggression kommt weniger häufig vor. Hüttensänger verteidigen ein unterschiedlich großes Territorium, das den Höhlenstandort und das umliegende Gebiet umfasst. Besonders die Kernzone wird intensiv verteidigt, während Auseinandersetzungen mit Nachbarn in den oft mit anderen Revieren überlappenden Randgebieten seltener und weniger heftig sind. Innerartliche Auseinandersetzungen können zu intensiven Berührungskämpfen, die auch Verletzungen zur Folge haben, führen. Dabei können die Kontrahenten völlig ihre Umgebung vergessen und so leicht selbst Opfer von Beutegreifern werden.
Potentielle Höhlenkonkurrenten wie verschiedene Arten von Meisen, Spechten, Schwalben, Zaunkönigen, Kleibern, Eulen, dem eingeführten europäischen Star und dem Haussperling, der in der Nearktis ebenfalls ein Neozoon darstellt, versuchen Hüttensänger aus dem Brutrevier zu vertreiben. Rotkehl-Hüttensänger zerstören die Nester des Hauszaunkönigs und verschiedener Meisenarten. Besonders aktiv bei der Verteidigung des Brutplatzes sind die Weibchen. Vor Fressfeinden, wie verschiedenen Marderarten, Waschbären, Hauskatzen, Greifvögeln und baumkletternden Schlangen warnen Hüttensänger intensiv, meist aus einer sicheren Deckung heraus. Menschen, die der Bruthöhle zu nahe kommen, werden gelegentlich direkt attackiert. Außerhalb der Brutzeit verteidigen Zuggruppen ihre Nahrungsreviere, zum Beispiel einige misteltragende Bäume, die Standvögel bleiben auch im Winter territorial, jedoch sind die Verteidigungsbereitschaft und die Aggressivität der Aktionen bedeutend milder.
Außerhalb der Brutzeit leben Hüttensänger in Familiengruppen oder in umherschweifenden Nahrung suchenden Gruppen von meist nicht mehr als 30 Vögeln. Innerhalb der Gruppen halten die einzelnen Vögel einen Abstand von etwa einem Meter. Sie stehen im Stimmkontakt zueinander; andere soziale Interaktionen wurden nicht beobachtet. Nur bei schlechten Wetterbedingungen ruhen Hüttensänger eng aneinandergerückt.

## Brutbiologie

### Phänologie

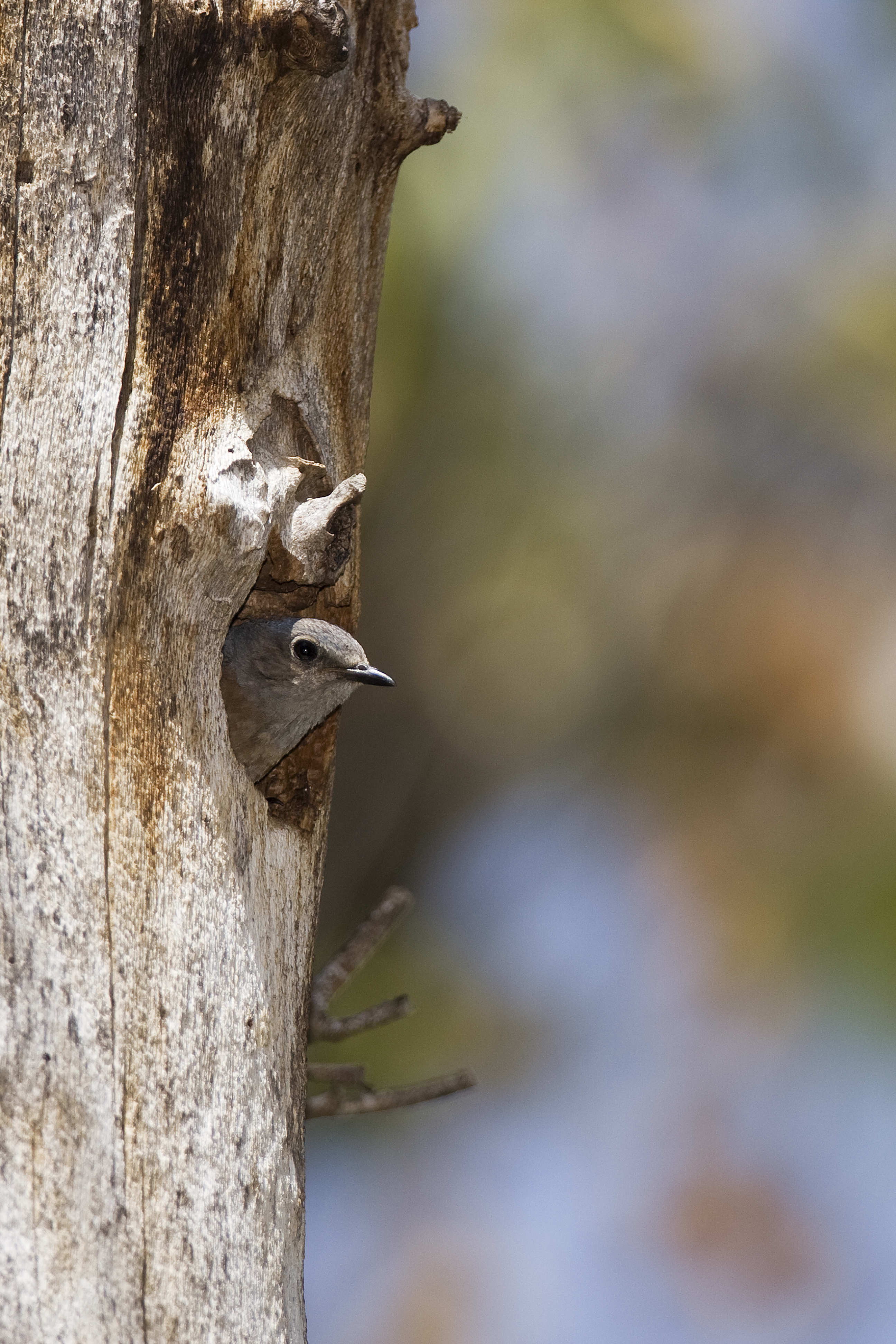
Weiblicher Blaukehl-Hüttensänger in einer alten Bruthöhle eines Nuttallspechts

Die frühesten Bruten des Blaukehl-Hüttensängers wurden in seinen südwestlichsten Brutgebieten Mitte Februar festgestellt, die des Rotkehl-Hüttensängers gegen Ende desselben Monats. Die meisten Erstbruten beider Arten beginnen jedoch erst Ende März, die Hauptbrutzeit beginnt in der zweiten Aprildekade und reicht bis Mitte Mai. Der Berghüttensänger brütet später, bei sehr günstigen Bedingungen bereits Ende April, meist aber erst im Mai und in den nördlichen und sehr hoch gelegenen Gebieten im Juni.

### Paarbildung
Hüttensänger werden am Ende ihres ersten Lebensjahres geschlechtsreif und brüten meist auch in diesem Alter. Sie führen eine monogame Saisonehe; Wiederverpaarungen und langjährige Partnerschaften sind häufig. Eine kalifornische Langzeitstudie stellte für den Blaukehl-Hüttensänger fest, dass nur 7 von 117 Paaren innerhalb von 12 Jahren den Partner wechselten, wenn dieser zum Brutplatz zurückkehrte. Ein unerzwungener Partnerwechsel während des Jahres wurde in derselben Untersuchung nur in drei Fällen beobachtet. Dennoch dürften Außer-Paar-Kopulationen bei allen drei Arten sehr häufig vorkommen: Zumindest ein Fünftel der Jungen hat nicht den Partner der Mutter zum Vater. Bei Erstbrütern ist die Häufigkeit von Außer-Paar-Kopulationen am größten. Verschiedene andere Partnerschaftssysteme kommen bei allen drei Arten vor, sind aber selten. Am häufigsten wurde Polygynie beobachtet; meist besetzen dabei zwei Weibchen eines Männchens benachbarte, aber unterschiedliche Territorien, gelegentlich legen auch zwei Weibchen ihre Eier in dasselbe Nest und bebrüten diese auch kooperativ.
Die meisten ziehenden Hüttensänger erscheinen bereits verpaart im Brutgebiet. Die Balz ist eher unauffällig. Sie besteht vor allem aus Rufreihen und Höhlenzeigen des Männchens. Dabei rüttelt es vor dem Höhleneingang oder sitzt mit geöffneten, zitternden Flügeln am Dach eines Nistkastens. Die Paarbildung ist abgeschlossen, wenn das Weibchen die Nisthöhle annimmt und mit deren Reinigung, beziehungsweise mit dem Eintrag von Nistmaterial beginnt.
Die Bruthöhlen sind natürliche Baumhöhlen, von Spechten aufgegebene oder von diesen übernommene Höhlen, sowie, vor allem in den letzten 30 Jahren in zunehmender Zahl, Nistkästen. Andere Brutplätze, wie zum Beispiel Nischen in Gebäuden, wurden sehr selten beobachtet. Die Bruthöhlen liegen in unterschiedlichen Höhen, meist zwischen 2 und 5 Metern. Eine auffällige Präferenz für eine bestimmte Baumart besteht nicht. Bevorzugt werden Standorte mit niedrigem oder spärlichem Bodenbewuchs und einem ausreichenden Angebot an Sitzwarten.
In die Bruthöhle baut das Weibchen ein einfaches Napfnest aus Grashalmen und anderen feinen und trockenen, pflanzlichen und tierischen Materialien, dessen Errichtung in wenigen Tagen abgeschlossen ist. Häufig tragen auch Männchen Nistmaterial ein, ihre Beteiligung am Nestbauprozess ist jedoch insgesamt marginal, oder ist noch als Balzritual zu verstehen.

### Gelege und Brut

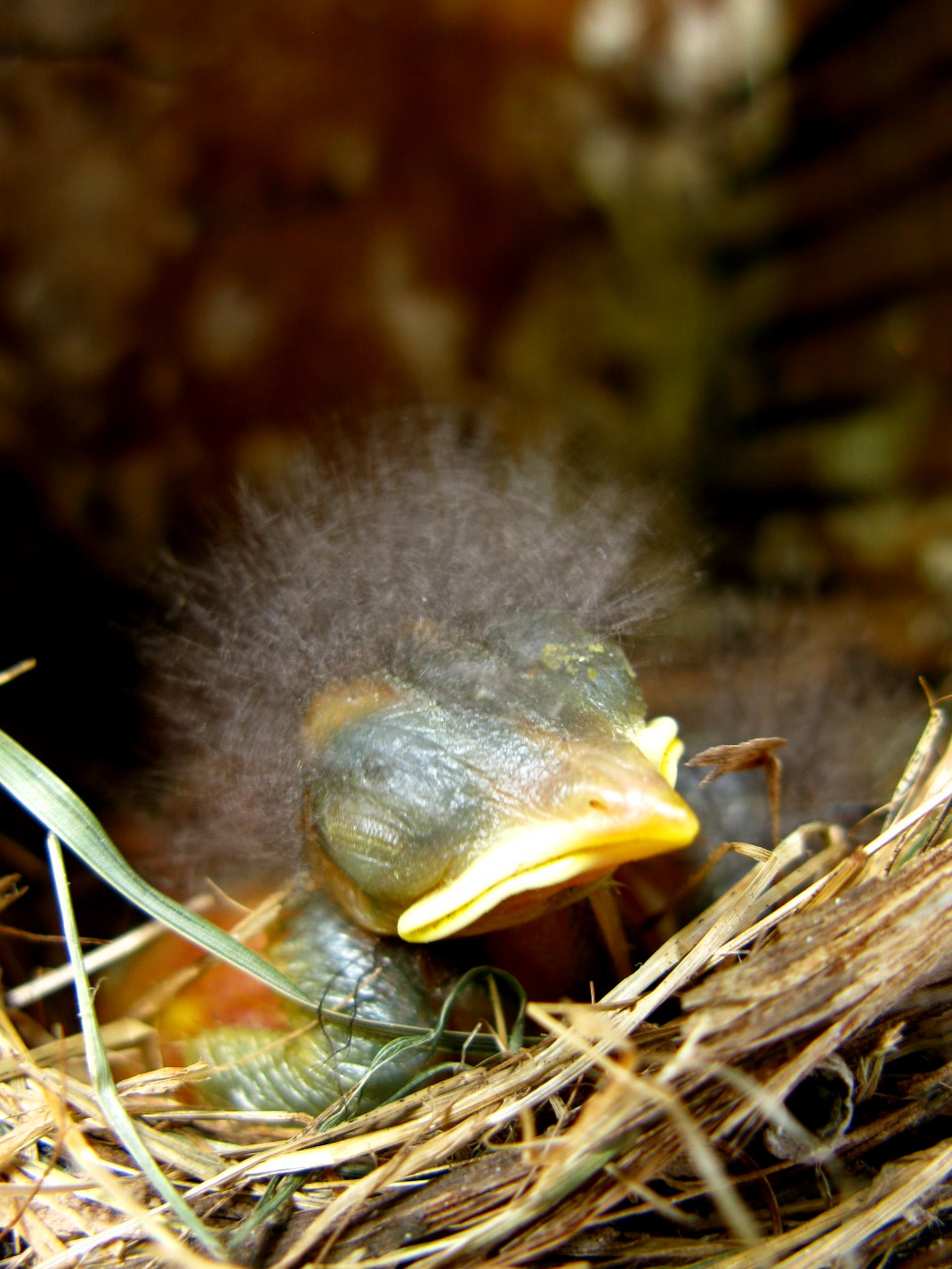
Rotkehl-Hüttensänger am Schlüpftag

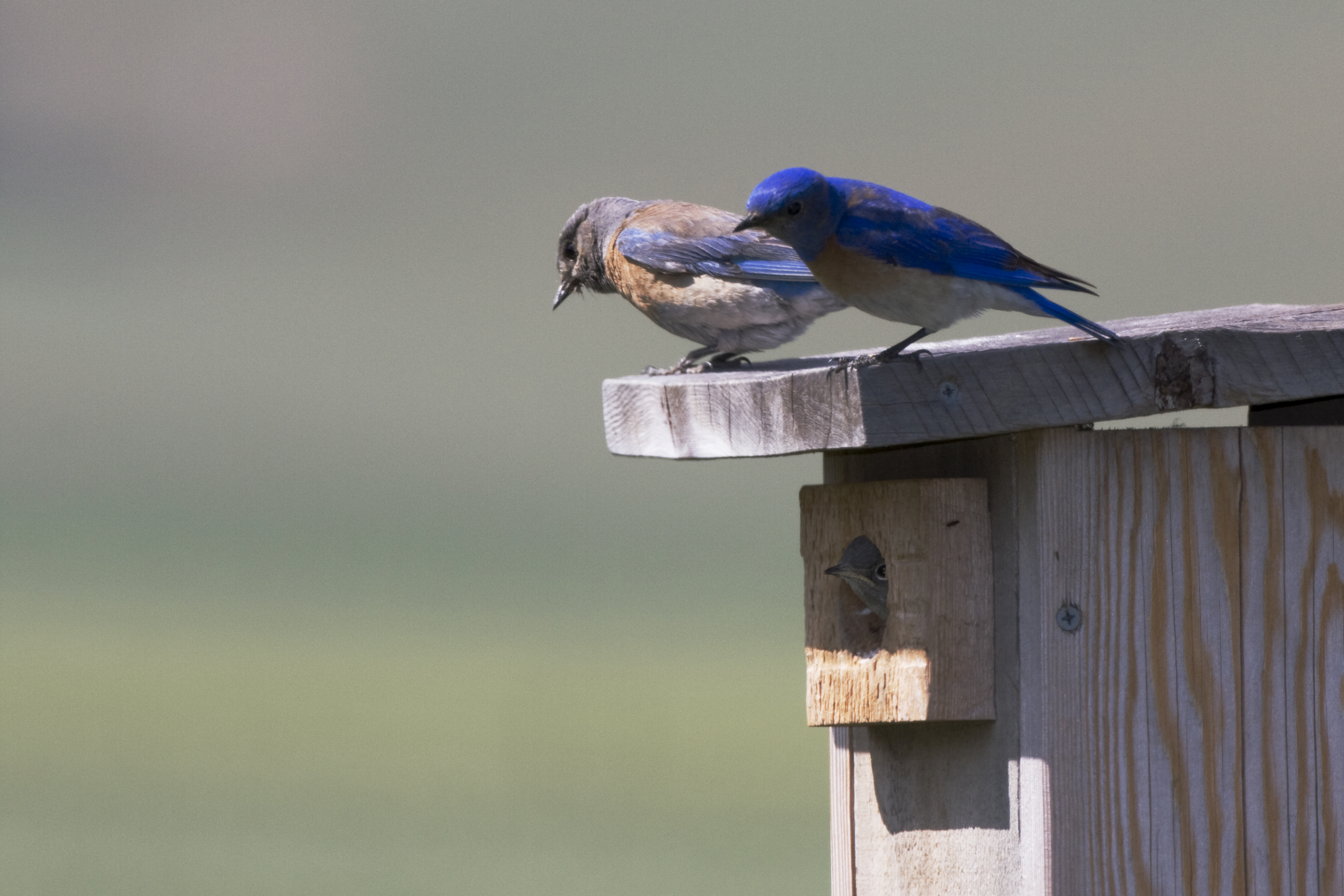
Paar des Blaukehl-Hüttensängers motiviert einen Nestling zum Ausfliegen

Rotkehl- und Blaukehl-Hüttensänger brüten meist zweimal im Jahr, bei besonders günstigen Bedingungen auch dreimal, allerdings meist nur, wenn eine der zuvorgegangenen Bruten fehlschlug. Berghüttensänger in den nördlichen Verbreitungsgebieten und an sehr hochgelegenen Brutplätzen ziehen nur eine Brut im Jahr groß. Bei einer fehlgeschlagenen Erstbrut unternehmen alle drei Arten einen zweiten Brutversuch. Die Gelege bestehen meist aus 5 (2–7) kurzelliptischen, leicht bläulichen, ungezeichneten Eiern in den durchschnittlichen Ausmaßen von 22 × 17 Millimetern. Rein weiße Eier, dann meist alle in einem Gelege, kommen bei allen Arten vor. Die Eier des Berghüttensängers sind im Durchschnitt am intensivsten gefärbt, doch ist eine sichere Artbestimmung anhand der Gelege meist nicht möglich. Die Eier werden im Abstand von etwa 24 Stunden gelegt, ab dem vorletzten brütet das Weibchen fest. Bei allen Arten brütet nur das Weibchen, es wird vom Männchen mit Nahrung versorgt, verlässt in den Morgenstunden zur Nahrungssuche die Höhle auch selbst. Die Brutdauer liegt bei allen Arten um die 14 Tage (11–19). Die Jungen schlüpfen meist innerhalb eines Tages. Während der Nestlingszeit füttern beide Eltern. In den ersten Tagen verbringt das Weibchen noch viel Zeit in der Bruthöhle. Die Nestlingsnahrung besteht mehrheitlich aus kleineren Insekten und Raupen. Beeren sind zur Brutzeit oft noch nicht reif, bei Verfügbarkeit werden sie jedoch ebenfalls verfüttert. Bruthilfe wurde vor allem beim Blaukehl-Hüttensänger beobachtet, bei den beiden anderen Arten ist sie selten. Fast immer sind unverpaarte, meist einjährige Männchen daran beteiligt. Bei Zweitbruten sind Jungen der Erstbrut häufig Helfer.

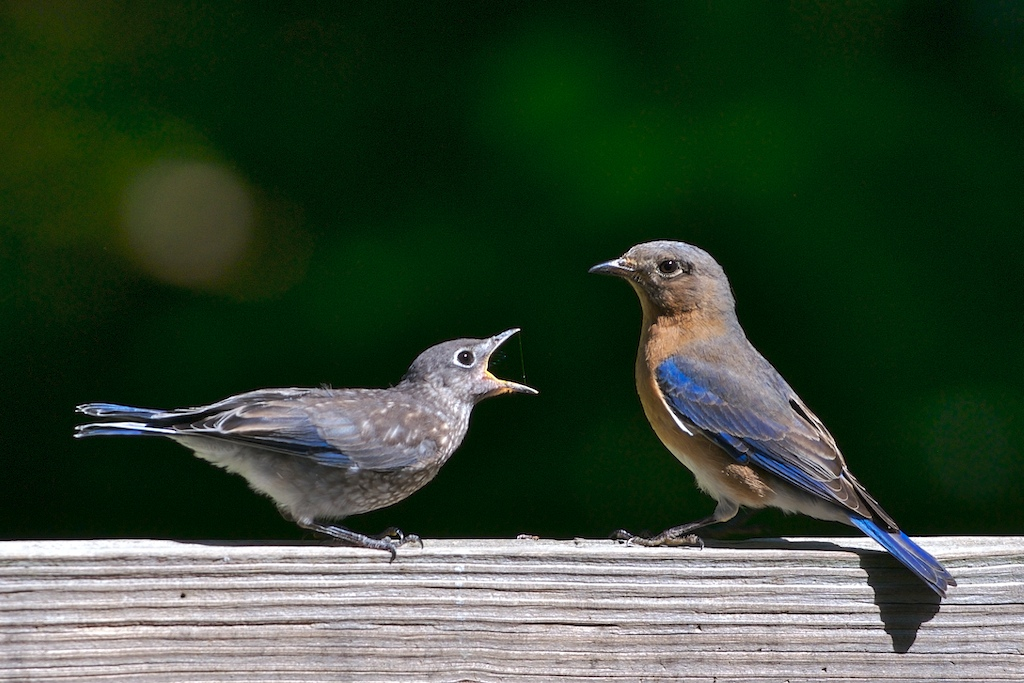
Futterbettelnder noch nicht voll flügger Rotkehl-Hüttensänger und Weibchen

Die Jungen des Rotkehl-Hüttensängers fliegen nach etwa 19 Tagen aus, die der beiden anderen Arten geringfügig später. Sie sind zu dieser Zeit nur zu kurzen Flatterflügen fähig und vollkommen von den Eltern abhängig. Frühestens nach zwei Wochen können sie längere Distanzen fliegend zurücklegen und selbstständig Futter suchen, werden jedoch noch immer von den Eltern gefüttert. Diese Führungszeit dauert bei Jungvögeln aus Zweitbruten bis zu zwei Monaten, die aus Erstbruten werden häufig mit Beginn der Zweitbrut aus dem Revier vertrieben und schließen sich dann oft zu umherstreifenden Gruppen zusammen. Jungvögel des Blaukehl-Hüttensängers verbleiben häufiger als die der beiden anderen Arten im Familienverband, in dem sie bei der nächsten Brut eine Helferrolle übernehmen.

### Reproduktionsrate
Die Reproduktionsrate aller drei Arten ist hoch. Es bestehen zwischen den Arten keine auffälligen Unterschiede. Aus mehr als 80 % der Eier schlüpfen Junge, von denen über 75 %, bei sehr guten Bedingungen an die 90 %, ausfliegen; im Durchschnitt sind das zwischen 3,5 und fast 5 Jungvögel pro begonnener Brut.
Ein Einzelpaar des Blaukehl-Hüttensängers brachte in einem Jahr in drei Bruten insgesamt 19 Junge zum Ausfliegen.

## Lebenserwartung
Wie bei allen wildlebenden Lebewesen ist die Mortalität in den ersten Lebensmonaten am höchsten; nach dem ersten überstandenen Winter und dem ersten erfolgreich absolvierten Zug flacht die Mortalitätskurve auch bei den Hüttensängern deutlich ab. Die ältesten im Freiland beobachteten Rotkehl- und Blaukehl-Hüttensänger waren 8 Jahre alt, zur Lebenserwartung des Berghüttensängers liegen kaum Daten vor.

## Systematik
Die Hüttensänger sind eine Gattung der Drosseln. Diese werden entweder als Unterfamilie Turdinae der Familie der Fliegenschnäpper (Muscicapidae) zugeordnet, oder gelten als eigenständige Familie (Turdidae). Die in Amerika und auf Hawaii verbreitete Gattung Myadestes gilt als Schwestergattung, Blaukehl-Hüttensänger und Rotkehl-Hüttensänger sind Schwesterarten.
Es werden 3 Arten und 14 Unterarten unterschieden:
- Berghüttensänger (Sialia currucoides (Bechstein, 1798)) – Von Alaska in einem breiten Gürtel über die Rocky Mountains südwärts bis in die südlichen USA. Keine Unterarten
- Blaukehl-Hüttensänger (Sialia mexicana Swainson, 1832) – Westlich der Rocky Mountains bis Niederkalifornien, zentrale und südliche USA bis südzentrales Mexiko. 6 Unterarten
- Rotkehl-Hüttensänger (Sialia sialis (Linnaeus, 1758)) – Östlich der Rocky Mountains, Bermuda, Mexiko, Mittelamerika. 8 Unterarten

## Gefährdung und Bestand
Keine der drei Arten ist zurzeit in ihrem Gesamtbestand gefährdet: Dieser ist jeweils stabil oder nimmt leicht zu. Regionale und meist nur zeitweilige Bestandsrückgänge sind vor allem auf modernes Forstmanagement zurückzuführen, das Totholz weitgehend aus den Wäldern entfernt und damit Brutmöglichkeiten und Nahrungsquellen reduziert. Auch die zunehmend intensivierte Verhinderung von Waldbränden und deren effektivere Bekämpfung, sowie der noch immer praktizierte großflächige Einsatz von Insektiziden dünnen regional vor allem Bestände des Blaukehl- und des Berghüttensängers aus. Andererseits haben das vor allem in Kanada und den USA sehr häufige Ausbringen von Nistkästen und die intensiven Winterfütterungen dazu geführt, dass dort Hüttensänger heute zu den häufigen Vögeln zählen, und darauf geachtet werden muss, dass die massiven Schutzmaßnahmen nicht auf Kosten der Biodiversität gehen.
Die Bestände des Rotkehl-Hüttensängers werden auf 10, die des Berghüttensängers auf 5,2 und die des Blaukehl-Hüttensängers auf 1,4 Millionen Individuen geschätzt.

## Sonstiges („Trivia“)
Vera Lynn sang ein Jahr nach der Battle of Britain 1942 in einem britischen Kriegsschlager There’ll be bluebirds over the white cliffs of Dover, dass der erwähnte Vogel in der Alten Welt nicht vorkommt, hat dem Erfolg des Schlagers nicht geschadet.

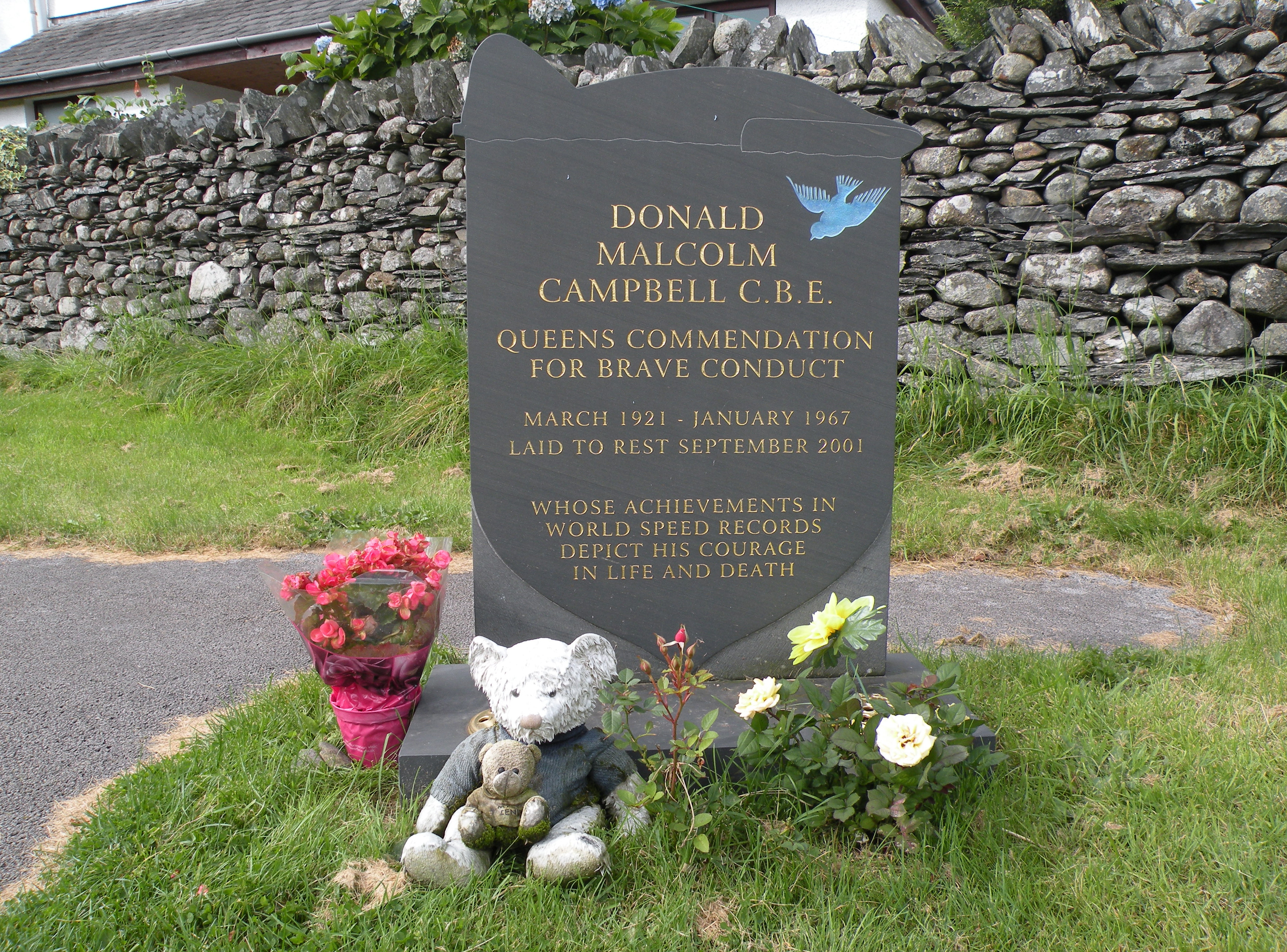
Donald Campbells Grabstein in Coniston Cumbria mit dem Signet des „Bluebird“

Unter seiner englischen Bezeichnung „Bluebird“ (und auch „Blue Bird“) wurde der Hüttensänger zum Namensgeber mehrerer Rekordfahrzeuge (sowohl für Automobile als auch Boote) der britischen Motorsportler Sir Malcolm Campbell und Donald Campbell, seinem Sohn. Campbell senior taufte bereits in den 1920er Jahren einen seiner Rennwagen auf den Namen „Blue Bird“ (und lackierte ihn azurblau), nachdem er ein gleichnamiges Theaterstück von Maurice Maeterlinck gesehen hatte. Sein Sohn übernahm später diese Tradition, und nannte die Fahrzeuge zur besseren Unterscheidung ab dann „Bluebird“.